# Интернирование японцев в Первой мировой войне
Интернирование японцев в Первой мировой войне — насильственное перемещение японцев в странах Центральных Держав (Германская империя, Австро-Венгрия) в лагеря, тюрьмы и иные места заключения во время Первой мировой войны. Интернированию подверглось небольшое число японцев — большая часть покинула враждебные им страны после объявления войны. Но немногие, кто решили остаться, столкнулись с ограничениями в правах и свободах, расизмом и другими проблемами.

## Германия

### Предыстория
До лета 1914 года отношения между Японией и Германией были дружественными и уважительными: Германия была вторым по популярности европейским направлением для японцев после Англии (разница составляла около десяти процентов), но в Германии было самое большое количество студентов (374 по сравнению с 83 в Англии). Когда началась война, мало кто из немцев и японцев предполагал, что они станут врагами. На момент начала войны в Германии находилось около 600 японцев (согласно другому мнению около 500). До войны интернирование японцев даже не рассматривалась как возможность.
28 июля 1914 года началась Первая мировая война с объявления Австро-Венгрией войны Сербии. Напряжение в Европе нарастало с момента убийства эрцгерцога Франца Фердинанда в Сараево, но мало кто предполагал, что это приведёт к мировой войне. Даже если война считалась возможной, мало кто мог предвидеть, что в конфликт будет втянута Япония, у которой были хорошие отношения с Германией и Австро-Венгрией. Поэтому лишь немногие японцы покинули эти две страны с началом войны.
После того как 2 августа Россия объявила войну Германии, в Германии стали распространяться слухи неясного происхождения о том, что Япония попытается напасть на Россию с тыла. Немецкое население поверило в эти слухи, что привело к доброжелательному отношению к японцам. В тот же вечер перед японским посольством в Берлине собралась многотысячная толпа, крича «Банзай!» Такой восторженный энтузиазм продолжался некоторое время, причём некоторых японцев даже обнимали и целовали совершенно незнакомые люди. Этот странный «японский бум» мог быть вызван множеством причин.
У немецкого народа всё ещё оставались яркие впечатления от русско-японской войны. Некоторые могли предположить, что японцы будут стремиться вернуть долг, который они задолжали Германии за значительную помощь, оказанную страной в процессе модернизации Японии. Стремясь заполучить как можно больше союзников, они могли даже находиться под влиянием своеобразного самовнушения. Однако, когда 4 августа в войну вступила Великобритания, немецкие интеллектуалы начали беспокоиться, что Япония вступит в войну на основе англо-японского союза. Некоторые японцы, проживающие в Германии, оказались в тяжёлом экономическом положении, когда система денежных переводов из-за рубежа перестала работать.
Более того, по всей Германии начала распространяться атмосфера войны, когда полиция начала арестовывать российских и французских граждан как «вражеских иностранцев». Фунакоси Мицунодзё, исполняющий обязанности посла в берлинском посольстве, отреагировал на ситуацию 7 августа, приняв решение об эвакуации японских граждан, проживающих в Германии. Многие студенты по обмену хотели продолжить учебу, но поскольку общее отношение к японцам неуклонно ухудшалось, посольство торопилось их эвакуировать.
15 августа 1914 года Япония предъявила ультиматум германскому правительству, пользуясь своим союзом с Великобританией. Германское правительство не ответило, и 23 августа Япония вступила в войну против Германии. После ультиматума отношение Германии к японцам начало меняться. К японцам, которые до этого момента считались дружелюбными гостями, постепенно стали относиться настороженно, а затем их обвинили во вступлении Японии в войну.
Большинство японцев получили совет покинуть Германию из японского посольства. Однако некоторые люди, жившие за пределами Берлина, не могли решить, стоит ли им уезжать и каким путём, поскольку не располагали достаточной информацией. Другие решили рискнуть и остаться в Германии, чтобы закончить учёбу или рассчитывать на то, что война не будет долгой. Около 40 японских офицеров покинули Германию и Австрию.
Многие студенты по обмену хотели продолжить учёбу, но поскольку общее отношение к японцам неуклонно ухудшалось, посольство торопилось их эвакуировать. К 20 августа многие японцы спешно покинули страну, большинство из них эмигрировали через нейтральные Нидерланды в Великобританию. Каваками Хадзимэ, доцент экономики в Киотском университете, который в то время учился в Берлине, позже назовёт эту напряжённую сцену побега «ночным бегством из Берлина».
Интернирование гражданских граждан вражеских стран является явлением, наблюдаемым во всех воюющих странах, затронутых иногда страхом перед шпионской деятельностью. Это одна из характеристик «тотальной войны», которая мобилизует всю нацию на военные действия и таким образом делает всех представителей противоборствующих наций потенциальными врагами, без различия между гражданскими лицами и солдатами.

### Интернирование
20 августа немецкие власти начинают арестовывать японцев и помещать их в лагеря для интернированных или военнопленных, а также в тюрьмы. Большинство японцев покинули страну до этой даты, но 126 граждан в Германии (число, зарегистрированное Министерством иностранных дел Японии, однако реальная цифра может быть больше, так как другие источники указывают на то, что министерство не знало обо всех интернированных японцах) будут интернированы. Максимальная продолжительность интернирования составляла 80 дней, но место, продолжительность и условия интернирования и освобождения были самыми разными.
Интернирование всех японских граждан проходило в один день, 20 августа, с 9 утра, что свидетельствует о хорошей организации немецких военных и полиции. Возможно, немецкое правительство изначально планировало разместить японцев в помещениях, которые были как можно лучше оборудованы. Но из-за неожиданно большого количества гражданских интернированных многих национальностей было трудно подготовить достаточно места, и их отправляли в самые разные места. Например, врача Уэмура Хисако и двоюродную сестру министра иностранных дел Японии Като Такааки восемьдесят дней содержали в тюрьме города Крефельд в Западной Германии. В Берлине четыре человека были интернированы в тюрьму, а затем отправлены в лагерь для гражданских интернированных в пригороде Рухлебена, который изначально был местом ипподрома. Некоторые японцы даже находились в лагерях для военнопленных. Полиция округа Бентгейм потребовала создания центрального «концентрационного лагеря» для решения этой проблемы.
Не было разделения на военных и гражданских лиц, мужчин, женщин и детей, стариков и больных — всех их насильно интернировали только за то, что они были японцами из-за страха перед шпионажем и преднамеренно надуманной «жёлтой опасностью».

### Условия содержания
Японцы считались представителями вражеского государства, с ними обращались более сурово и наказывали их строже, чем других заключенных, по сравнению, например, с английскими и французскими гражданскими лицами в Германии. Такое отношение задумывалось немецкими властями как «расплата» за поведение Японии после длительного периода дружественных отношений во второй половине XIX века. В сравнении с обращением с немецкими гражданскими лицами и военнопленными в Японии, масштабы и тяжесть принудительных мер, которым подвергались японские гражданские лица в Германии, были более тяжёлыми.
Суровые условия были обычным явлением во время интернирования. Им разрешали гулять лишь короткое время в день, были ограничения на свободу общения, они спали в ужасных условиях, их принуждали к уборке комнат и туалетов, нередки были оскорбления и притеснения со стороны охранников. Самой распространенной жалобой была жалоба на плохое питание. Савада Ютака, странствующий исполнитель, который был интернирован в лагерь для военнопленных в небольшом городке Зольтау в Западной Германии, позже заявил, что его заставили заниматься принудительным трудом. Существует множество драматических человеческих историй, связанных интернированием японцев.
В помещениях для интернированных проживали представители разных национальностей, включая русских, британцев, французов и бельгийцев, которые помогали друг другу, чтобы выстоять в тяжелых условиях. Некоторые европейские интернированные, получившие вещи от своей семьи, отдавали их японцам, а другие были достаточно добры, чтобы показать японцам, как отправить письмо на волю, и получить газетные статьи о Японии. Некоторые немецкие охранники и полицейские относились к японцам с расовыми предрассудками и враждебностью, используя оскорбительные выражения и плохо обращаясь с ними. Но довольно много немцев сочувствовали японцам. Японским интернированным часто удавалось улучшить свои жилищные условия или наладить связь с внешним миром, давая деньги охранникам. Дружба и торг часто встречались даже в суровых местах интернирования.

### Реакция японцев
Интернированные японцы часто рассматривали действия немецких властей и гнев общественности не только как выражение ненависти к врагу, но и как презрение белых к цветным расам. Расовый вопрос был навязчивой идеей и вызывал недовольство, разделяемое японцами того времени, особенно среди элиты. Ещё с начала века дискриминационные меры в отношении японцев в США и в британских доминионах вызывали озабоченность японской дипломатии. Кроме того, на Парижской мирной конференции Япония предложила включить в протокол Лиги Наций пункт о расовом равенстве, но это предложение было отклонено из-за противодействия некоторых участников переговоров.
Японцы осудили обращение с ними немецких властей, сравнивая немецкую политику со своей собственной — по их мнению, японские власти обращались уважительно с российскими военнопленными во время русско-японской войны, а также с немецкими и австро-венгерскими гражданскими и военными лицами, задержанными в нынешней войне. Они считали, что японцы были более «цивилизованными», чем «варварские» немцы. Они также критиковали западную цивилизацию, которая, в их глазах, более материалистична и поверхностна, чем японская или азиатская цивилизация, которая более духовна. Такие мнения были типичны для японской элиты того времени.
Поскольку японцев было не так много, они быстро познакомились друг с другом. Некоторые из них никогда не узнали бы друг друга, если бы не были интернированы. Например, врач Уэмура был интернирован вместе с путешествующим исполнителем. Отабэ Сёдзабуро, другой врач, интернированный в Зеннелагере, военном лагере в Западной Германии, умолял охранника проявить милосердие к одному из своих товарищей по интернированию, японскому артисту, с которым плохо обращались другие охранники. В целом японские интернированные, похоже, разделяли чувство солидарности.

### Состав интернированных
Их род занятий, возраст и место, где они были интернированы, были совершенно разными. Многие из них были рабочими японских компаний и членами их семей (всего 42 человека), гастролирующими артистами (27 человек), врачами (17 человек), профессорами (не включая врачей, 8 человек) и студентами по обмену (6 человек). В основном это были люди 20-30 лет. Местами их заключения были в основном крупные города, такие как Берлин, Франкфурт-на-Майне и Ганновер, но некоторые были задержаны в нынешних федеральных землях Нижняя Саксония на северо-западе или Северный Рейн-Вестфалия на западе Германии. Причина заключалась в том, что захваченные там люди направлялись в Нидерланды.
В списке интернированных, составленном японскими властями, такие профессии как «эстрадный артист», «артист цирка» или «акробат» составляют более пятую часть всего списка. Это связано с тем, что с конца периода Эдо многие японцы, представляющие такие профессии, уехали за границу вместе со студентами, высокопоставленными чиновниками и представителями компаний. Большинство из них не возвращались домой годами и десятилетиями. В 1914 году в Европе находилось несколько сотен артистов-исполнителей. Наиболее изученным является случай человека, который родился в Японии и был взят на воспитание, но в возрасте пяти лет был продан руководителю цирковой группы, который впоследствии отправился по Транссибирской магистрали в турне по Европе. За годы ученичества мальчик много раз подвергался насилию и травмам. В 1914 году он считал, что ему 21 год. Он плохо говорит по-японски и был неграмотен.
Среди них были и студенты, которые ещё учились в Германии в начале войны — Кацудзи Уэмура (учился в Тарандтской лесной академии) и Мондзи Ито (Тюбингенский университет). Оба были заключены в тюрьму в Дрездене летом 1914 года, причем Уэмура был интернирован как политический заключенный на несколько недель в крепость Кёнигштайн из-за своего офицерского звания. К концу 1914 года оба смогли покинуть Германию через Швейцарию и Америку и вскоре вернулись в Японию. Позже Уэмура стал директором сельскохозяйственной и лесной академии в Мориоке.

### Опыт Уэмура Хисако
Уэмура Хисакиё был врачом, которого интернировали в Крефельде, недалеко от границы с Нидерландами. Он являлся двоюродным братом министра иностранных дел Като Такааки. 17 лет работал в муниципальной больнице после окончания медицинской школы Токийского императорского университета. Он с удовольствием воспользовался возможностью учиться за границей, сохранив при этом свою должность в больнице, и поэтому в октябре 1913 года начал учиться в лаборатории микробиологии Немецкого университета в Праге. Уэмура пробыл в Праге около полугода, когда началась Первая мировая война. Он выехал из Праги в Германию 8 августа, не предполагая, что эта война продлится долго. Он планировал посетить Фрайбург-им-Брайсгау, чтобы помочь в исследованиях Сакураи Исао, своему шурину, который учился во Фрайбургском университете. Сакурай Икудзиро, его тесть и известный акушер, управляющий большой больницей в Токио, попросил его приехать. Однако его ожидания оказались слишком оптимистичными. Ко дню его отъезда железнодорожное сообщение уже ухудшилось из-за необходимости перевозить солдат, и ему пришлось на неделю задержаться у границы с Германией. 14 августа его поезд отправился в путь, но из-за частых изменений маршрута и незапланированных остановок поезду потребовалось ещё два дня, чтобы прибыть в пункт назначения.
Вскоре Сакураи Икудзиро уже уехал из Фрайбурга в Берлин вместе со своими коллегами. Уэмура стал понимать, что ситуация резко изменилась, и, собрав информацию из газет и от японского почётного консула во Фрайбурге, он решил как можно скорее покинуть Германию. Он размышлял, куда направиться — в Нидерланды или Швейцарию, решил выбрать первый вариант и покинул Фрайбург 18 августа. Железнодорожное сообщение продолжало ухудшаться. Поезд, на котором ехал Уэмура, сильно задерживался, делая незапланированные остановки на всех станциях. Поскольку отношение немцев к Японии становилось всё более враждебным, ему часто говорили: «Вы наш враг», «Японцы забыли нашу благосклонность».
Несмотря на это, он продолжал своё путешествие, пересаживаясь на поезда, которые останавливались в Гейдельберге и Кёльне. 20 августа Уэмура прибыл в Крефельд, город, расположенный в 30 километрах от границы с Нидерландами. Оттуда, однако, он не мог ехать дальше, так как в то утро немецкое правительство начало задерживать японцев по всей Германии. Уэмура жаловался, что хотел продолжить путешествие, несмотря на оскорбления и угрозы, но всё было тщетно. У него конфисковали большую часть вещей и поместили в тюрьму рядом с полицейским участком. Уэмура был интернирован в Крефельде примерно на 80 дней.
Его не принуждали к труду и не подвергали жестокому обращению, но уровень жизни там был не высокий. В тюрьме также содержались люди из других «вражеских стран», таких как Франция, Бельгия и Великобритания, а также враждебные правительству немцы, принадлежавшие к левым партиям. Их профессии были самыми разными: от техника до моряка, учителя и торговца. Уэмура разговаривал с ними на немецком языке об условиях и будущем, и они поддерживали друг друга. Его уважали и называли «Доктор». Один охранник относился к Уэмуре немного лучше, чем к другим интернированным. По-видимому, отчасти потому, что доктор иногда делал ему подарки, например носовой платок или другой небольшой предмет. Вероятно, он нравился охраннику, поскольку позже ему подарили на память фотографию семьи охранника. Собирая информацию от своих товарищей по лагерю и консультируясь с охранником, Уэмура иногда писал в посольства и консульства Японии в нейтральных странах Европы. Одно из писем, а также телеграмма, отправленные Каты, дошли до японского посольства в Италии и сыграли решающую роль в его освобождении.
За всё время он находился в тюрьме восемьдесят дней. Освобождённый 6 ноября, он отправился в Швейцарию, где продолжил учёбу в Цюрихе до ноября 1916 года, прежде чем вернуться в Японию в конце того же года.
Ближе к концу своей жизни он написал «Рассказ об интернировании в Германии», который даёт очень конкретные и подробные описания жизни японцев в Германии в тот период. По-видимому, данное произведение является соединением заметок, сделанных во время интернирования, частей, написанных сразу после его освобождения, а также других фрагментов, написанных десятилетия спустя. Его записи были сохранены его потомками.
В своём рассказе он разделяет с другими японскими интернированными те же физические и психологические страдания. В начале интернирования Уэмура всерьёз опасался, что не выживет из-за особо суровых условий. Он познакомился с людьми разных национальностей и происхождения во время интернирования. Уэмура Хисако значительно разочаровался в немцах, веря в духовное превосходство японцев над западными людьми.

### Позиция японского правительства
Министерство иностранных дел Японии получило многочисленные запросы от родственников о тех, кто после начала войны всё ещё проживал в Германии. Многие газеты в Японии сообщали, что более половины из них спаслись бегством, называя имена многих из них. Некоторые, например, «Токио Нитинити Симбун» от 20 августа 1914 года, сенсационно сообщили, что немцы жестоко обращаются с японцами, и критиковали их за интернирование даже студентов, создавая впечатление, что жестокое обращение было более распространено, чем это было на самом деле. Японское правительство выразило яростный протест германскому правительству через Соединенные Штаты, настаивая на том, что интернирование до объявления войны противоречит международному праву. Более того, оно потребовало, чтобы был составлен список интернированных и чтобы они были освобождены и получили свободу передвижения, как и немцы, проживающие в Японии. Германское правительство заявило, что у него не было другого выбора, кроме как интернировать их для их же безопасности, и отказало японцам в их просьбе, однако 2 октября 1914 года оно передало через Соединенные Штаты неполный список 44 интернированных японцев. Через два дня интернированных начали освобождать.
Тем не менее, хотя интернированных в окрестностях Берлина начали освобождать, ситуация с японцами, которые, как считалось, были интернированы в сельской местности, еще не была известна. Като Такааки, министр иностранных дел Японии, продолжал требовать от немецкого правительства освобождения всех японских интернированных. Он также обратился к США, Великобритании, Италии и Швейцарии с запросом о безопасности и местонахождении всех освобожденных интернированных. Кроме того, он отправил множество частных телеграмм, чтобы подтвердить местонахождение и перевести деньги своему двоюродному брату Уэмуре. Немецкому правительству потребовалось время, чтобы дать указания местным властям освободить японских интернированных, но Министерство иностранных дел Японии подтвердило, что 49 интернированных были освобождены с 6 октября по 4 ноября, а 14 человек с 5 ноября по 5 декабря. Оставшиеся лица были освобождены к концу 1914 года.

### Депортация
Таким образом, интернирование японцев в Германии продолжалось недолго. После освобождения они были депортированы через нейтральную Швейцарию. Эта была единственная страна, через которую им разрешили покинуть Германию. Многие из них, по-видимому, покинули страну из Линдау в Роршах, через Боденское озеро. Однако у некоторых возникли трудности с въездом в Швейцарию, так как им требовалась определенная сумма денег, чтобы получить разрешение на въезд от швейцарского правительства. Эти люди, по-видимому, обращались за финансовой поддержкой в американское посольство в Берлине, если у них не было достаточно денег.
Однако имущество, конфискованное у японцев не было возвращено, и даже после окончания войны они получили компенсацию лишь в нескольких случаях. В целом, обращение с японцами показывает, что политика немецкого руководства в отношении представителей вражеских государств была реакционной, особенно в первые месяцы войны.

### Влияние
После Первой мировой войны были случаи, когда японские офицеры, выучившие только немецкий язык, отправлялись учиться во Францию. Однако даже после войны среди японской армии сохранялись симпатии к немецкой армии, которая служила образцом. Несмотря на то, что отправка иностранных студентов была прекращена, восхищение культурой немецкой армии сохранилось в японской армии. Война прервала процесс знакомства японских студентов с немецкой культурой и нанесла тяжелый удар по японской армии, и, возможно, породила интерес к другим странам, на которые они могли бы положиться в плане знакомства с новыми технологиями.

## Австро-Венгрия

### Предыстория
По состоянию на начало августа жители Австро-Венгрии не причиняли вреда японцам, и их безопасности ничего не угрожало. Среди населения широко распространялись предположения, что Япония поддержит Германию и Австро-Венгрию в войне против России. В Австрии при виде японца, обедающего в ресторане, местные жители кричали «Банзай Япония». Однако доброжелательное отношение к японцам сошло на нет после японского ультиматума.
Хотя были инструкции от японского правительства относительно дипломатического обращения, но телеграф так и не дошел до них. Новость о том, что Япония перешла на сторону Антанты, население узнало из газет: немецкое правительство опубликовало японский ультиматум в Берлине 19 августа, и австрийские газеты перепечатали его 20 августа, так что даже на дипломатическом уровне не было никаких предварительных консультаций.
В Австрии японцам советовали вернуться на родину или переехать в Швейцарию или Францию, говоря, что хотя им не угрожает опасность, для них было бы удобнее отправлять свои деньги на родину.

### Интернирование
После японского ультиматума посольство Японии в Австрии прекратило свою работу. С уходом сотрудников посольства интересы Японии в Австрии представляли США, поэтому переговоры об исчезновении и освобождении гражданских лиц, интернированных в Австрии, велись через американское посольство. Помимо иностранных студентов в Австро-Венгрии до Первой мировой войны, которые приезжали туда для изучения наук и искусства, были и те, кто имел работу и жил со своими семьями. Информация о тех, кто учился за государственный счет, была запрошена японским министерством образования, и их безопасность была подтверждена — они эмигрировали из Австрии и находились в безопасности.
Через посольство США было установлено, что несколько японских граждан были интернированы в Австро-Венгрии: В Венгрии были интернировано шесть японцев: Ватанабэ Масаёси, его жена, Нагата Сампэй, его жена и ребенок, и Акаиси Ко. Они работали и жили в Венгрии и, возможно, не имели желания покидать страну. В Австрии были интернированы два человека, Айсабуро Кидо и Кэйсукэ Фудзии.
Айсабуро Кидо учился в Германии, но по разным причинам переехал в Вену, чтобы улучшить свои знания немецкого языка. Фудзии был буддийским монахом, который уже получил степень бакалавра в Японии и остался в Австро-Венгрии, чтобы продолжить изучение философии религии. Они были задержаны по месту их проживания в то время: Кидо — в Вене, а Фудзии — в Бишофсхофене. В то время как интернирование японцев в Германии длилось до 80 дней, в Австро-Венгрии оно продолжалось до 200 дней и более, с начала войны до 15 марта 1915 года, когда эти два человека были освобождены при посредничестве американского посольства.
По отношению к японцам совершались насильственные действия — на японцев кричали и кидали камни. Эти действия происходили как до их ареста, так происходили в лагерях и повторялись при переводе в лагеря. Например, в лагере Дрозендорф боснийских солдат, которые выполняли функции часовых, иногда избивали и пинали во время работы, отчасти потому, что они не понимали языка. Начальник лагеря обвинил в этом японцев: «вы, неблагодарные японцы, почему вы настраиваете своих солдат против немцев, вы, презренная раса?». Этот момент демонстрирует как национальное самосознание, обострившееся во время тотальной войны, проявилось в виде сильной враждебности к вражеской нации.

### Опыт Айсабуро Кидо
Примерно с 24 августа местное население стало относиться к нему враждебно, он подвергался преследованиям в кафе и ресторанах, где ему отказывали в еде и напитках, потому что он был японцем. Как он писал «даже учителя, которые жали мне руку две недели назад, кричали на меня с железными кулаками, другие люди кричали „бей японцев, бей японцев“». Однажды его окружили около 50 человек, говоря в его адрес враждебные замечания, такие как «бей вон того желтого, не дай ему вернуться живым». Поскольку такие оскорбительные высказывания в адрес японцев стали обычным делом, Кидо также решил покинуть Австрию, планируя отправиться в Швейцарию вечером 26 августа, уже оформив билет и собрав свой багаж. Однако утром 26 августа его задержала полицию, обвинив в шпионаже и отправив в казармы Россауэр. На следующий день его перевели в недавно созданный лагерь в Дрозендорф.
Кидо прибыл в Дрозендорф 6 сентября, всего через два дня после открытия лагеря, и он не был оборудован никакими удобствами, Кидо писал: «Здесь нет ни уборных, ни кухонь, словом, никакого человеческого жилья. Одним словом, это было не место для проживания людей. Когда нам сказали, что нас задержат в этом ужасном, мрачном зернохранилище, мы были очень разочарованы и обескуражены». Истощение и антисанитарные условия жизни способствовали тому, что Кидо заболел, и осенью 1914 года его перевели в лагерь Гроссау, так как в лагере Дрозендорф не было госпиталя. После чего он был переведён в Кирхберг, где был освобожден.
Во время интернирования он неоднократно получал информацию, что с японцами обращались недоброжелательно, и охрана говорила остальным, что с японцами не следует разговаривать. И поэтому, в противовес критике, он восхвалял Японию и действия японцев и гордился ими как своими собственными: «В Германии и Австрии японцам пришлось испытать трудности, но мне было очень приятно прочитать в австрийских газетах, что мое правительство очень благосклонно относится к австро-германским военнопленным. Изящное стремление японского народа отплатить за месть благодарностью сегодня признано во всем мире. Я представляю, что читатели „Фукуока Ничиничи“, которых я очень уважаю, также выразили бы щедрое и благородное расположение к бывшему губернатору Цзяо-Чжоу Альфреду Майер-Вальдеку и его солдатам в Фукуоке, и я испытываю чувство гордости» — так он охарактеризовал свой опыт содержания под стражей, который длился более 200 дней.
После войны Айсабуро Кидо опубликовал статью «Вспоминая время австрийского заключения».

## Интернирование японского экипажа «Хитати-мару»
Японское судно Хитати-мару было захвачено немецким вооруженным рейдером SMS Wolf к югу от Мальдивских островов 26 сентября 1917 года. На борту Хитати-мару находилось большое количество пассажиров, в том числе много женщин. Перед тем, как сдаться, 14 членов экипажа были убиты и еще шестеро ранены. Около 100 членов экипажа японского судна были интернированы, после чего некоторые из интернированных содержались как военнопленные на территории Германии.

## Интернирование других азиатских национальностей
Кроме того, в Германии были задержаны 860 гражданских лиц из Южной Азии. Из них индийцы составляли самую большую группу. В отличие от этого, статус корейцев, чьи земли были аннексированы Японией в 1910 году, с трудом прояснялся местными властями в различных землях Германии.

## Историография
В японских научных исследованиях, и в коллективной памяти Первая мировая война не является «Великой войной» для Японии. Но в последние годы, в соответствии с международной тенденцией, развиваются японские исторические исследования данной войны. В 2007 году в институте гуманитарных наук Киотского университета была создана исследовательская группа, чья редакционная деятельность способствует росту и распространению новых знаний о Японии в Первой мировой войне, хотя историки активны и вне этой группы.
Вопрос интернирования японского гражданского населения в военное время широко изучался на примере японцев в США, Австралии, Новой Зеландии во время Второй мировой войны, а также на примере иностранного населения вражеских стран, находившемся в Японии во время этого конфликта. Касательно Первой мировой войны, то наиболее подробно изучена судьба немецких и австро-венгерских военнопленных, содержавшихся в Японии. Напротив, судьба японского населения в Германии менее исследована в эти года, о положении японцев в Европе упоминалось мало. Положение японского населения во враждебных им странах в Первой мировой войне ещё предстоит более подробно изучить.